# NGC 2042
NGC 2042 је расејано звездано јато у сазвежђу Златна риба које се налази на NGC листи објеката дубоког неба.
Деклинација објекта је - 68° 55' 25" а ректасцензија 5h 36m 9,6s. Привидна величина (магнитуда) објекта NGC 2042 износи 9,6 а фотографска магнитуда 9,8. NGC 2042 је још познат и под ознакама ESO 56-SC163.